# HD 34445 b
HD 34445 b (también conocido como HIP 24681 b) es un planeta extrasolar que orbita la estrella de tipo G HD 34445, localizado aproximadamente a 152 años luz, en la constelación de Orión. Este planeta tiene al menos un 67% de la masa de Júpiter y tarda 2,75 años en completar su periodo orbital, con un semieje mayor de 2,01 UA.Este planeta fue descubierto en 2004 y confirmado en noviembre de 2009,usando el Telescopio Keck.